# 216.ª Divisão de Infantaria (Alemanha)
A 216 Divisão de Infantaria (em alemão: 216. Infanterie Division) foi uma divisão da Alemanha que atuou durante a Segunda Guerra Mundial. A divisão foi criada em 26 de Agosto de 1939 integrando a 3ª Onda (em alemão: 3. Welle) a partir da Landwehr-Kommandeur Hanôver.
Participou da Invasão da França, onde serviu como a mais importante força de ocupação das Ilhas do Canal Britânico no período entre 1 de Julho de 1940 até 30 de Abril de 1941, sendo após substituídos nesta função pela 319ª Divisão de Infantaria.
Em 17 de Novembro de 1943 foi dispensada após sofrer pesadas baixas em Orel, na Frente Oriental. O staff desta divisão foi utilizado para formar o staff da 272ª Divisão de Infantaria e as partes restantes formaram o Divisions-Gruppe 216 que era pertencente à 102ª Divisão de Infantaria.

## Comandantes
| Comandante                                              | Data                                           |
| ------------------------------------------------------- | ---------------------------------------------- |
| Generalleutnant Hermann Böttcher                        | 1 de Setembro de 1939 - 8 de Setembro de 1940  |
| Generalleutnant Kurt Himer                              | 8 de Setembro de 1940 - 1 de Abril de 1941     |
| General der Infanterie Werner Freiherr von und zu Gilsa | 1 de Abril de 1941 - 4 de Abril de 1943        |
| General der Infanterie Friedrich-August Schack          | 7 de Maio de 1943 - 3 de Outubro de 1943       |
| Generalleutnant Egon von Neindorff                      | 3 de Outubro de 1943 - 20 de Outubro de 1943   |
| Generalmajor Gustav Gihr                                | 20 de Outubro de 1943 - 30 de Novembro de 1943 |

## Oficiais de Operações (Ia)
| Oberstleutnant Rudolf Grass     | (1939-Maio de 1940)                             |
| Hauptmann Artur Weber           | (Junho de 1940-Novembro de 1940)                |
| Major Martin Coßmann            | (21 de Novembro de 1940-12 de Setembro de 1942) |
| Oberstleutnant Horst Nitschmann | (12 de Setembro de 1942-10 de Março de 1943)    |
| Oberstleutnant Hubert Werner    | (10 de Março de 1943-17 de Novembro de 1943)    |

## Área de Operações
- Frente Ocidental (Setembro de 1939 - Maio de 1940)
- Países Baixos, Bélgica & França (Maio de 1940 - Janeiro de 1942)
- Frente Oriental Setor Central (Janeiro de 1942 - Novembro de 1943)

## Serviço de Guerra
| Data          | Corpo                                                  | Exército           | Grupo de Exércitos      | Área          |
| ------------- | ------------------------------------------------------ | ------------------ | ----------------------- | ------------- |
| Set 39        | VI Corpo de Exército                                   | 5º Exército        | C                       | Eifel         |
| Out 39        | Reserva                                                | 1º Exército        | C                       | Saarpflaz     |
| Dez 39-Mai 40 | Reserva                                                | 6º Exército        | B                       | Niederrhein   |
| Jun 40        | Reserva                                                | OKH                |                         | Antuérpia     |
| Jul 40        | IX Corpo de Exército                                   | 6º Exército        | A                       | Channel Coast |
| Ago 40        | IX Corpo de Exército                                   | 6º Exército        | B                       | Channel Coast |
| Set 40-Out 40 | IX Corpo de Exército                                   | 6º Exército        | C                       | Channel Coast |
| Nov 40-Fev 41 | IX Corpo de Exército                                   | 6º Exército        | D                       | Channel Coast |
| Mar 41        | XXVIII Corpo de Exército                               | 6º Exército        | D                       | Channel Coast |
| Abr 41        | XXXXIII Corpo de Exército                              | 9º Exército        | A                       | Channel Coast |
| Mai 41-Dez 41 | LX Corpo de Exército                                   | 15º Exército       | D                       | Channel Coast |
| Jan 42-Jun 42 | shared by 2º Exército Panzer, 4º Exército, 9º Exército | Mitte              | Brjansk, Juchnow, Rshew |               |
| Jul 42-Nov 42 | XXXXVII Corpo de Exército                              | 2º Exército Panzer | Mitte                   | Brjansk, Orel |
| Dez 42        | Reserva                                                | 4º Exército        | Mitte                   | Spass-Demensk |
| Jan 43-Fev 43 | XXXIX Corpo de Exército                                | 9º Exército        | Mitte                   | Rshew         |
| Mar 43        | LV Corpo de Exército                                   | 2º Exército Panzer | Mitte                   | Orel          |
| Abr 43        | XXXXI Corpo de Exército                                | 2º Exército Panzer | Mitte                   | Orel          |
| Mai 43-Jun 43 | XXIII Corpo de Exército                                | 2º Exército Panzer | Mitte                   | Orel          |
| Jul 43        | XXIII Corpo de Exército                                | 9º Exército        | Mitte                   | Orel          |
| Ago 43        | XXXXVIII Corpo de Exército                             | 9º Exército        | Mitte                   | Orel          |
| Set 43        | XXXV Corpo de Exército                                 | 9º Exército        | Mitte                   | Brjansk       |
| Out 43        | XXXV Corpo de Exército                                 | 2º Exército        | Mitte                   | Gomel         |
| Nov 43 (Kgr.) | XX Corpo de Exército                                   | 2º Exército        | Mitte                   | Gomel         |

## Organização
1939
- Infanterie-Regiment 348
- Infanterie-Regiment 396
- Infanterie-Regiment 398
- Artillerie-Regiment 216
- Pionier-Bataillon 216
- Panzerabwehr-Abteilung 216
- Aufklärungs-Abteilung 216
- Infanterie-Divisions-Nachrichten-Abteilung 216
- Infanterie-Divisions-Nachschubtruppen 216

1942
- Infanterie-Regiment 348
- Infanterie-Regiment 396
- Infanterie-Regiment 398
- Artillerie-Regiment 216
- Pionier-Bataillon 216
- Schnelle Abteilung 216
- Infanterie-Divisions-Nachrichten-Abteilung 216
- Infanterie-Divisions-Nachschubtruppen 216